# Narlıdere

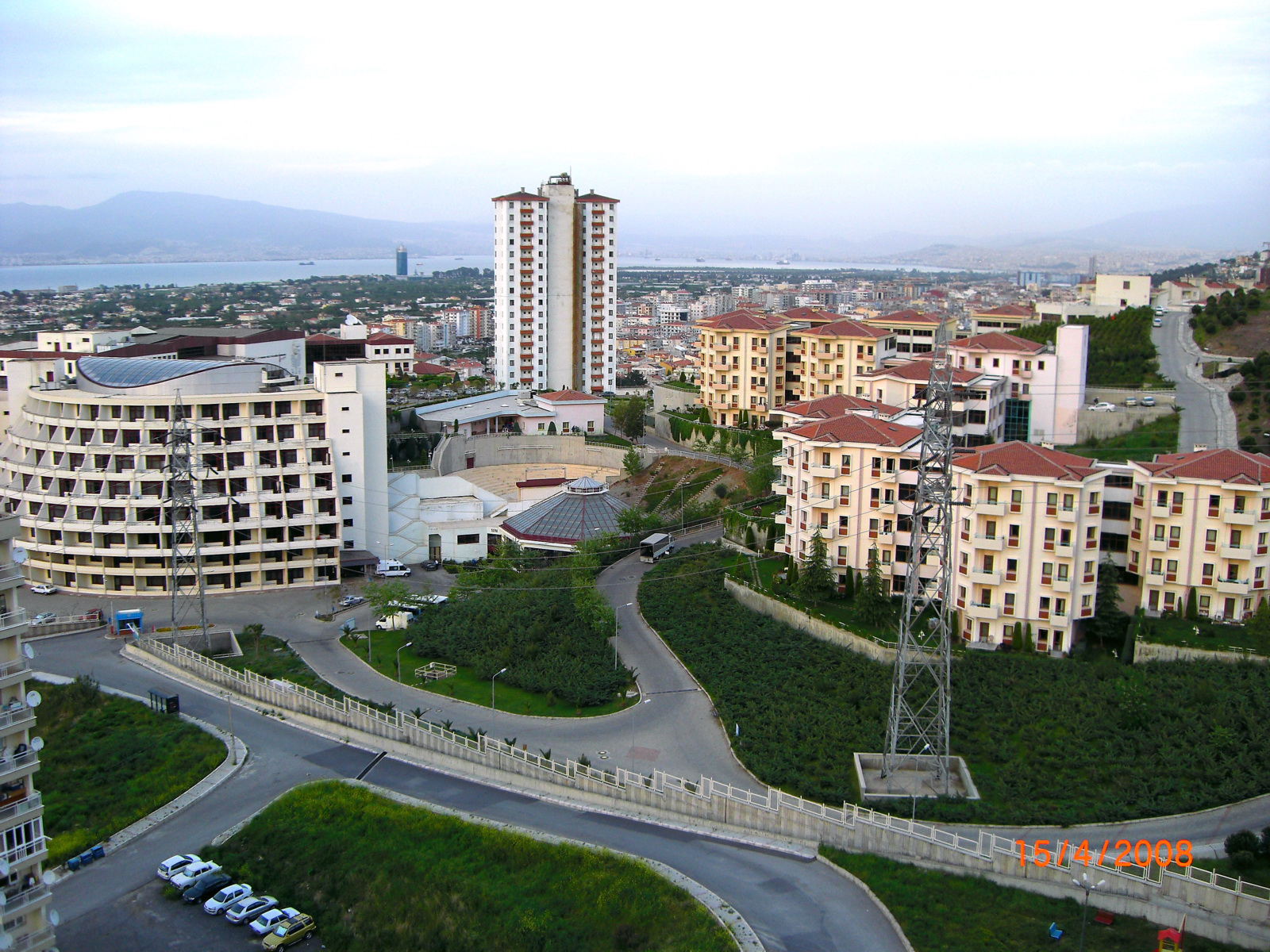
Pflegeheim Narlıdere

Narlıdere (türkisch für Granatapfelbach) ist eine Stadtgemeinde (Belediye) im gleichnamigen Ilçe (Landkreis) der Provinz Izmir in der türkischen Ägäisregion und gleichzeitig ein Stadtbezirk der 1984 gebildeten Büyükşehir belediyesi İzmir (Großstadtgemeinde/Metropolprovinz). Seit der Gebietsreform ab 2013 ist die Gemeinde flächen- und einwohnermäßig identisch mit dem Landkreis.
Narlıdere liegt direkt an der Küste der Ägäis und ist etwa zehn Kilometer vom Stadtzentrum Izmirs entfernt. Der zweitkleinste Kreis wurde 1992 aus dem Kreis Konak ausgegliedert.
Ende 2012 bestand Narlıdere aus elf Mahalle (Stadtviertel, Ortsteile), durchschnittlich von 5.925 Menschen bewohnt, in Huzur Mah. wohnten am meisten (9.007 Einw.).